# Asociación Internacional de Médicas

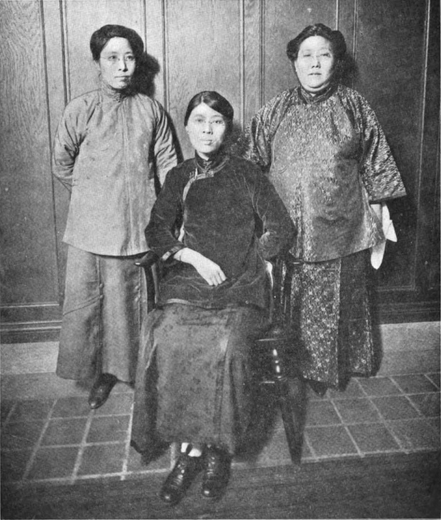
Dra. Li Bi Leu, Dra. Dau Se Zals, Dra. Ida Kahn (izq. a dcha.) en la Primera Conferencia Internacional de Médicas (1919)

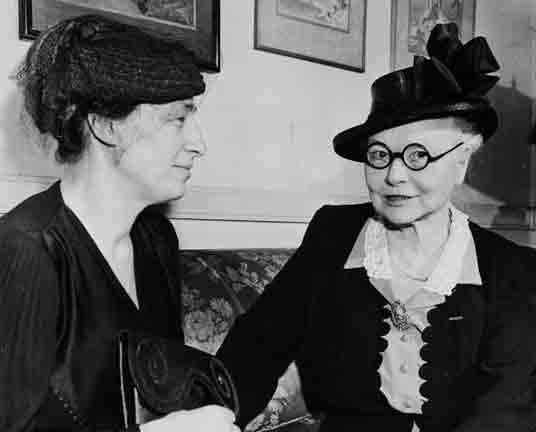
La presidenta de 1948 Anna Charlotte Ruys (izquierda) con la expresidenta y fundadora Esther Pohl Lovejoy (derecha)

La Asociación Internacional de Médicas (en inglés: Medical Women's International Association) es una organización no gubernamental fundada en 1919 con el propósito de representar a las médicas en todo el mundo. Esther Pohl Lovejoy fue su primera presidenta. La asociación surgió de una reunión internacional de médicas que asistían a una reunión de la Asociación Cristiana de Mujeres Jóvenes - YWCA en Estados Unidos y un grupo de médicas en Gran Bretaña, en particular la doctora Jane Walker. Ida Kahn fue una de las representantes chinas en la Conferencia Internacional de Médicas (1919).
En 1954, la Asociación Internacional de Médicas promovió la realización del primer Congreso de Médicas, su presidenta Ada Chree Reid visitó Madrid y Barcelona, en esta ciudad fue recibida por la ginecóloga Marina Soliva Corominas y un grupo de doctoras catalanas.